# リアム・キッチング
リアム・キッチング（1999年9月25日 - ）はイングランドのサッカー選手。ポジションはDF。コヴェントリー・シティFC所属。

## 経歴
リーズにあるロゼット・スクールに通っていた。
2017年7月、リーズ・ユナイテッドFCのトップチームと2年契約を結んだが、間もなく2018年1月にハローゲート・タウンFCに期限付き移籍した。
2019年7月、フォレストグリーン・ローヴァーズFCと3年契約を結んだ。
2021年1月5日、バーンズリーFCと4年契約を結んだ。
2023年9月1日、コヴェントリー・シティFCに移籍した。